# SP Lasta
SP Lasta, in serbo cirillico СП Ласта o Lasta Beograd, è un'azienda di trasporti serba con sede a Belgrado, la capitale della Serbia. SP sta per Saobraćajno Preduzeće (саобраћајно предузеће), "compagnia di trasporti". Lasta è la più grande compagnia di autobus in Serbia. Fa parte di BELEXline, uno dei tre indici della Borsa di Belgrado.

## Storia
Lasta Beograd è stata ammessa al mercato non regolamentato della Borsa di Belgrado il 23 agosto 2007.

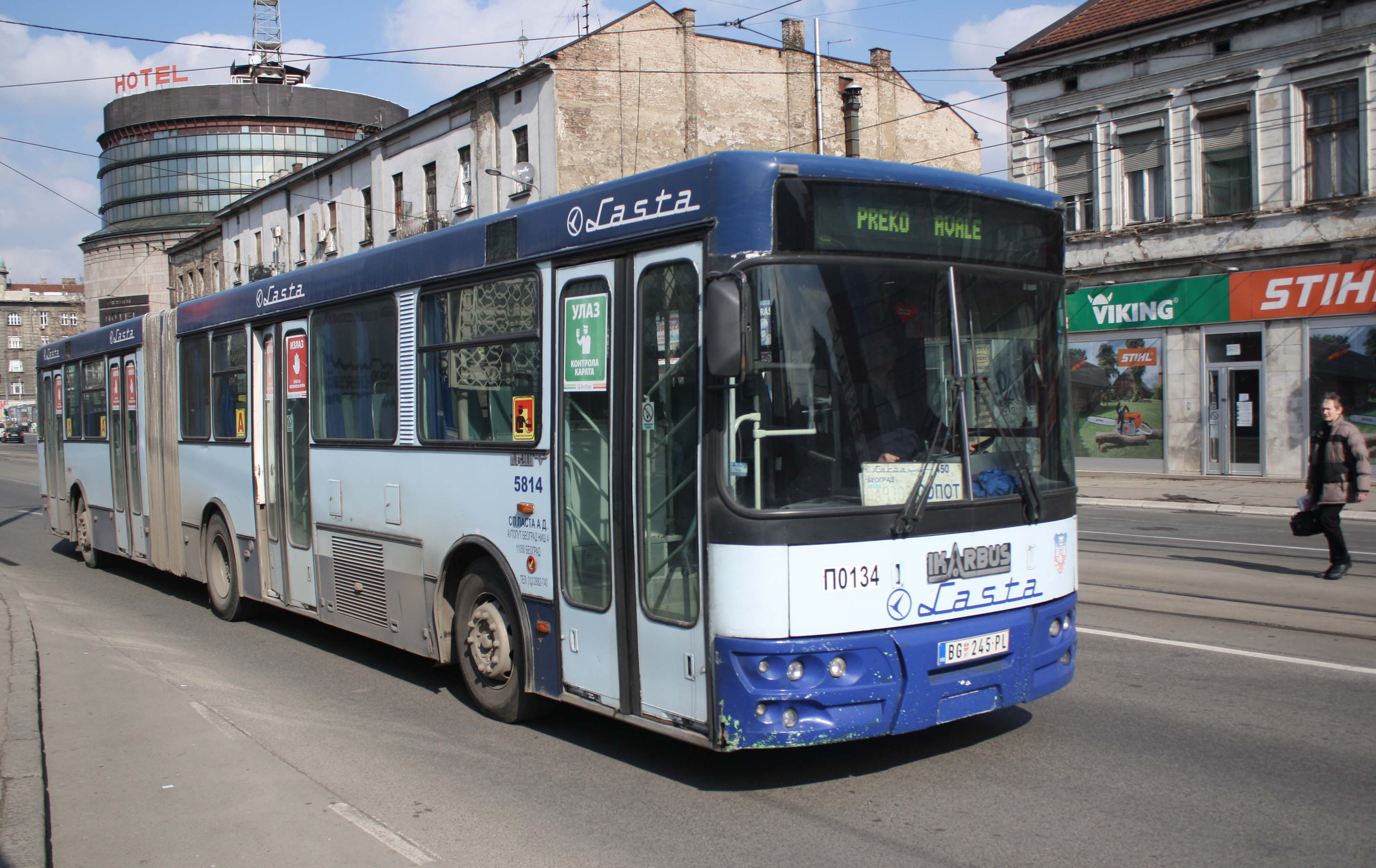
Autosnodato Lasta

## Attività
Lasta Beograd è specializzata nel trasporto tramite autocarri, a livello locale, nazionale e internazionale. Intorno a questa attività principale si sono sviluppate, nel tempo, altre attività come il turismo e la ristorazione. La compagnia ha stretto degli accordi commerciali con la Eurolines.
Sul piano internazionale, Lasta Beograd collega Belgrado ad altre città europee, come Parigi, Lione, Marsiglia, Tolone e Nizza, oltre a Milano, Genova, Bruxelles, Ginevra, Zurigo, Sofia o Atene. Ad esempio tre partenze al giorno da Belgrado sono destinate a Parigi.

## Borsa
Il 23 giugno 2008, le azioni di Lasta Beograd valevano 2,250 RSD (28.32 EUR). La quotazione più alta è stata di 4.752 RSD(59.82 EUR), il 3 settembre 2007 e la più bassa è stata di 1.800 RSD (22.65 EUR), il 10 aprile 2008.